# Station Brøndby Strand
Station Brøndby Strand is een S-tog-station in Brøndby, Denemarken.
Het station is geopend op 1 oktober 1972.
Solrød Strand · Karlslunde · Greve · Hundige · Ishøj · Vallensbæk · Brøndby Strand · Avedøre · Friheden · Åmarken · Ny Ellebjerg · Sjælør · Sydhavn · Dybbølsbro · København H · Vesterport · Nørreport · Østerport · Nordhavn · Svanemøllen  · Hellerup · Jægersborg · Lyngby · Holte · Birkerød ·  Høvelte · Allerød · Hillerød